# Comuna Kozari, Rohatîn
Kozari (în ucraineană Козарі) este o comună în raionul Rohatîn, regiunea Ivano-Frankivsk, Ucraina, formată din satele Juravenkî și Kozari (reședința).

## Demografie
Componența lingvistică a comunei Kozari
     Ucraineană (99,67%)
     Alte limbi (0,32%)
Conform recensământului din 2001, majoritatea populației comunei Kozari era vorbitoare de ucraineană (99,67%), existând în minoritate și vorbitori de alte limbi.